# Hermann de Münster

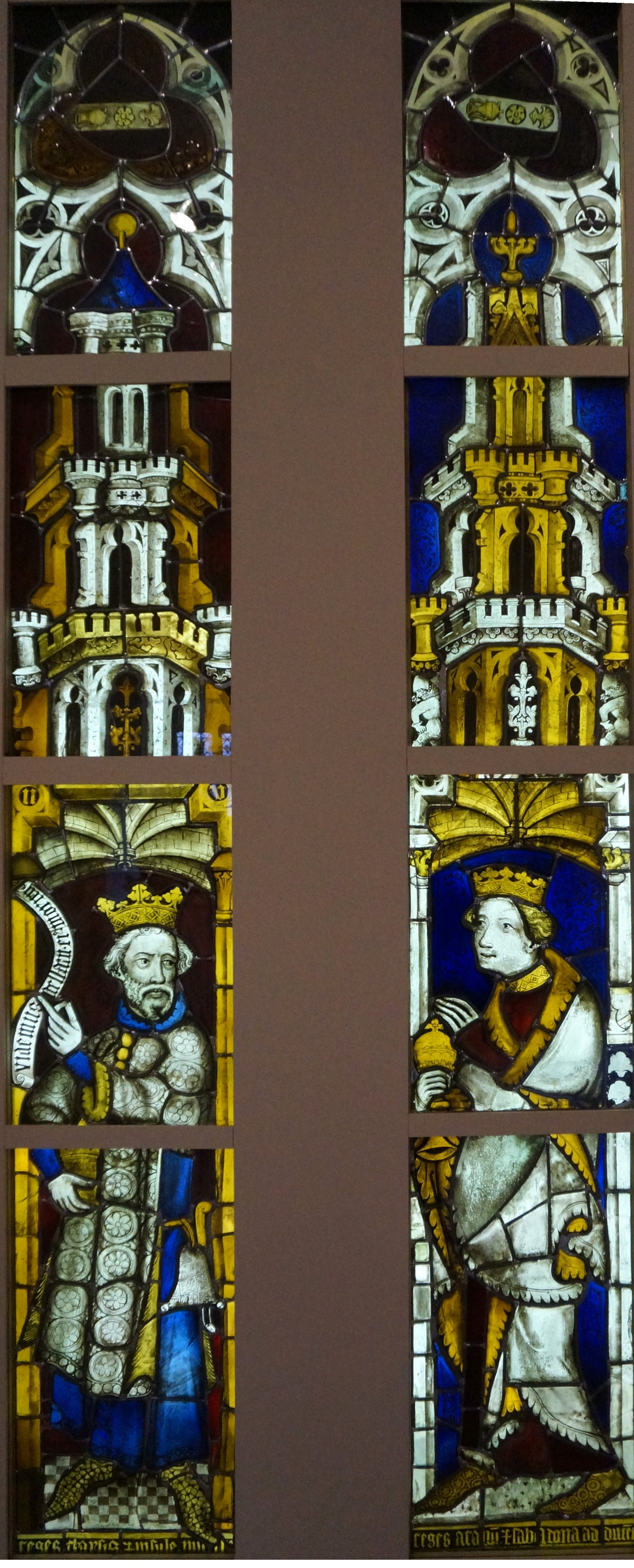
Adoration des mages, Musée lorrain

Hermann de Münster (Münster, vers 1330 – Metz, 1392) est un maître-verrier allemand, originaire de Westphalie. 

## Biographie
En Lorraine, plusieurs verriers du XIVe siècle sont connus : maître Colin à Verdun ou encore Maître Jacquot de la Mothe à Toul. Mais Hermann de Münster est sans conteste plus célèbre. 
Il est en fait le premier « peintre verrier » à être mentionné par les archives du chapitre de la cathédrale Saint-Étienne de Metz. Le 29 août 1381, il se voit allouer une pension viagère de 22 livres, pour l'exécution du vitrail du « grand O ». Le financement de ces travaux est permis par le cardinal Guillaume d’Aigrefeuille, légat de l’antipape Clément VII, qui réorganise alors le chapitre de Metz. Trois ans plus tard, le 2 mai 1384, une commission est chargée de traiter avec Hermann du prix de la rosace et de « ceu qui y apant ». 
Hermann demande des directives au chapitre en décembre 1384, preuve qu'il travaille encore sur les vitraux de Metz. En août 1385, le chapitre emprunte 420 livres pour régler « l'ovraige des varrières de l’O et des fenestres appartenans et despendans dou dit O », ce qui semble indiquer que les travaux sont à cette date terminés. 
En 1388, Hermann achète une maison à Metz, place de Chambre, où il meurt en mars 1392. Preuve de sa notoriété et de la reconnaissance des chanoines, le droit de sépulture lui est accordé dans la cathédrale même. Une épitaphe, retrouvée dans la première travée du bas-côté nord, indique :
CI DEVANT GIST

MAISTRE HARMAN LI VALRIER

DE MUNSTERE AN WAILTEFALLE,

ET FIST LE GRANT OZ DE CEANS,

QUI MORUT LE JOR DE LA NOSTRE DAME

EN MARS M.CCC.IIIIXX et XII.

## Son œuvre
Les seuls renseignements écrits que nous possédions sur Hermann de Münster concernent la cathédrale de Metz en particulier la verrière occidentale de la cathédrale de Metz.
Un fragment est conservé au Musée lorrain.

## Sources
- Abbé Foedit, Etwas vom Metzer Dom. Das große Radfenster der Westfront, Metz, 1905.
- Francis Roussel, Le vitrail en Lorraine du XIIe au XXe siècle, Nancy, Éditions Serpenoise, 1983.
- Jacques de Voragine, La Légende dorée, Paris, Flammarion, 1967